# Ptychodera pelsarti
Ptychodera pelsarti är en djurart som tillhör fylumet svalgsträngsdjur, och som beskrevs av J.C. Dakin 1916. Ptychodera pelsarti ingår i släktet Ptychodera och familjen Ptychoderidae.
Artens utbredningsområde är Indiska oceanen. Inga underarter finns listade i Catalogue of Life.